# Список акронімів української мови (Р)
Список акронімів української мови, які починаються з літери «Р»:
- РА — Радянська армія
- РАВ — Радіоактивні відходи
- РАГС — Органи реєстрації актів громадського стану
- РАЕС — Рівненська атомна електростанція
- РАН — Російська академія наук
- РАПЕКС (англ. RAPEX: Rapid Exchange of Information System) — швидка система попередження у ЄС для захисту прав споживачів
- РАФ — Ризька Автобусна Фабрика
- РАЦС — Органи реєстрації актів цивільного стану
- РБ — Республіка Білорусь
- РБ ООН — Рада Безпеки ООН
- РБК — Репортери без кордонів
- РВА — Російська визвольна армія
- РВК — Районний військовий комісаріат
- РВСП — Ракетні війська стратегічного призначення
- РДНК — Рибосомна дезоксирибонуклеїнова кислота
- РЕБ — Радіоелектронна боротьба
- РЕВ — Рада економічної взаємодопомоги
- РЕІУ — Радянська енциклопедія історії України
- РЕНАМО (порт. RNM: Resistência Nacional Moçambicana) — Мозамбіцький національний опір
- РЕНД (англ. RAND: Research And Development) — Американський аналітичний центр
- РЕР — Радіоелектронна розвідка
- РЕФАЛ («Рекурсивних Функцій, Алгоритмічний») — одна з найстаріших функційних мов програмування, орієнтована на так звані «символьні перетворення»
- РЄ — Рада Європи
- РЖД (рос. Российские железные дороги) — Російські залізниці
- РЗ — Реле заземлення
- РІНЦ — Російський індекс наукового цитування
- РІТЕГ — Радіоізотопний термоелектричний генератор
- РІФ — Реакція імунофлюоресценції
- РК — Республіка Казахстан
- РК — Республіка Калмикія
- РК — Республіка Кіпр
- РК — Республіка Корея
- РК — Ракетний катер
- РК — Резервне копіювання
- РК — Ректифікаційна колона
- РК — Республіка Карелія
- РК — Республіка Комі
- РК — Республіка Конго
- РК — Рідкі кристали
- РККА (рос. РККА: Рабоче-крестьянская Красная армия) — Робітничо-селянська Червона армія
- РКСК — Реостатно-контакторна система керування
- РКЦ — Римо-католицька церква
- РКЦвУ — Римо-католицька церква в Україні
- РЛС — Радіолокаційна станція
- РМ АРК — Рада міністрів Автономної Республіки Крим
- РМ СРСР — Рада міністрів СРСР
- РМ УРСР — Рада міністрів УРСР
- РНБОУ — Рада національної безпеки і оборони України
- РНГ — Раднаргосп
- РНДБ — Радіоінтерферометрія з наддовгою базою
- РНК — Рибонуклеїнова кислота
- РНК РСФРР — Рада народних комісарів РСФРР
- РНК СРСР — Рада народних комісарів СРСР
- РНК УРСР — Рада народних комісарів УРСР
- РОДА — Рівненська обласна державна адміністрація
- РПАУ — Революційна повстанська армія України (Махновський рух)
- РПГ — Ручний протитанковий гранатомет
- РПЛ — «Радикальна партія Олега Ляшка»
- РПР — Реанімаційний пакет реформ
- РПР-ПАРНАС (Республіканська партія Росії-Партія народної свободи) — російська ліберальна політична партія
- РПЦ — Російська православна церква
- РПЦЗ — Російська православна церква закордоном
- РРНК — Рибосомна рибонуклеїнова кислота
- РРФСР — Російська Радянська Федеративна Соціалістична Республіка
- РСАДПЗ — Рада співробітництва арабських держав Перської затоки
- РСДРП — Російська соціал-демократична робітнича партія
- РСХА (нім. Reichssicherheitshauptamt) — Головне управління імперської безпеки
- РСЧА — Робітничо-селянська Червона армія
- РСЧФ — Робітничо-Селянський Червоний флот
- РТЛ — Резисторно-транзисторна логіка
- РТФМ (англ. «Read The Fucking Manual») — «Читай довбаний посібник!»
- РУМО США — Розвідувальне управління Міністерства оборони США
- РФ — Російська Федерація
- РХ — Різдво Христове
- РХБЗ — Війська радіаційного, хімічного та біологічного захисту